# Liste der Bodendenkmäler in Kösching
Auf dieser Seite sind die Bodendenkmäler in dem oberbayerischen Markt Kösching zusammengestellt. Diese Tabelle ist eine Teilliste der Liste der Bodendenkmäler in Bayern. Grundlage ist die Bayerische Denkmalliste, die auf Basis des Bayerischen Denkmalschutzgesetzes vom 1. Oktober 1973 erstmals erstellt wurde und seither durch das Bayerische Landesamt für Denkmalpflege geführt wird. Die folgenden Angaben ersetzen nicht die rechtsverbindliche Auskunft der Denkmalschutzbehörde.

## Bodendenkmäler in Kösching
| Lage                   | Objekt | Akten-Nr.     | Bild |
| ---------------------- | --- | ------------- | ---- |
| Kösching (Standort)    | Siedlung und Grabenwerk der Münchshöfener Kultur sowie Siedlung der Bronzezeit, der Latènezeit und der römischen Kaiserzeit. | D-1-7134-0047 |      |
| Kösching (Standort)    | Brandgräber der römischen Kaiserzeit. | D-1-7134-0048 |      |
| Kösching (Standort)    | Körpergräber der frühen Bronzezeit. | D-1-7134-0051 |      |
| Kösching (Standort)    | Siedlung der Glockenbecherkultur, der Frühbronzezeit, der Hallstattzeit, der Frühlatènezeit und der römischen Kaiserzeit. | D-1-7134-0052 |      |
| Kösching (Standort)    | Siedlung des Neolithikums. | D-1-7134-0054 |      |
| Kösching (Standort)    | Siedlung der römischen Kaiserzeit. | D-1-7134-0055 |      |
| Kösching (Standort)    | Siedlung der römischen Kaiserzeit. | D-1-7134-0057 |      |
| Kösching (Standort)    | Siedlung der Bronzezeit und der späten Urnenfelder- bis frühen Hallstattzeit. | D-1-7134-0058 |      |
| Kösching (Standort)    | Siedlung vorgeschichtlicher Zeitstellung, u. a. der Eisenzeit und vermutlich der frühen Bronzezeit. | D-1-7134-0059 |      |
| Kösching (Standort)    | Lagerdorf der römischen Kaiserzeit nordwestlich des Kastells Kösching-Germanicum. | D-1-7134-0063 |      |
| Kösching (Standort)    | Kastell der römischen Kaiserzeit (Kösching-Germanicum). | D-1-7134-0064 |      |
| Kösching (Standort)    | Siedlung vorgeschichtlicher Zeitstellung, u. a. der Urnenfelderzeit und der Latènezeit. | D-1-7134-0065 |      |
| Kösching (Standort)    | Siedlung der römischen Kaiserzeit. | D-1-7134-0066 |      |
| Kösching (Standort)    | Straße der römischen Kaiserzeit. | D-1-7134-0068 |      |
| Kösching (Standort)    | Befestigung der späten Neuzeit (Teil der Landesfestung Ingolstadt Zwischenwerk 4). | D-1-7134-0069 |      |
| Kösching (Standort)    | Siedlung des Neolithikums. | D-1-7134-0070 |      |
| Kösching (Standort)    | Siedlung der frühen Latènezeit. | D-1-7134-0071 |      |
| Kösching (Standort)    | Grabenwerk vor- und frühgeschichtlicher Zeitstellung. | D-1-7134-0072 |      |
| Kösching (Standort)    | Siedlung des Neolithikums und Grabenwerke vor- und frühgeschichtlicher Zeitstellung. | D-1-7134-0073 |      |
| Kösching (Standort)    | Siedlung vor- und frühgeschichtlicher Zeitstellung. | D-1-7134-0074 |      |
| Kösching (Standort)    | Siedlung vor- und frühgeschichtlicher Zeitstellung. | D-1-7134-0076 |      |
| Kösching (Standort)    | Siedlung der römischen Kaiserzeit. | D-1-7134-0077 |      |
| Kösching (Standort)    | Siedlung vor- und frühgeschichtlicher Zeitstellung. | D-1-7134-0080 |      |
| Kösching (Standort)    | Siedlung vor- und frühgeschichtlicher Zeitstellung. | D-1-7134-0081 |      |
| Kösching (Standort)    | Siedlung vor- und frühgeschichtlicher Zeitstellung. | D-1-7134-0082 |      |
| Kösching (Standort)    | Siedlung vor- und frühgeschichtlicher Zeitstellung. | D-1-7134-0083 |      |
| Kösching (Standort)    | Viereckige Grabenwerke und Siedlungen vorgeschichtlicher Zeitstellung, Siedlung der späten Hallstattzeit, Brandgräber der Urnenfelderzeit. | D-1-7134-0084 |      |
| Kösching (Standort)    | Siedlung vor- und frühgeschichtlicher Zeitstellung. | D-1-7134-0085 |      |
| Kösching (Standort)    | Siedlung der Bronzezeit und der Eisenzeit. | D-1-7134-0087 |      |
| Kösching (Standort)    | Siedlung der Bronzezeit, der Hallstattzeit, der Frühlatènezeit und der späten römischen Kaiserzeit sowie Straße der römischen Kaiserzeit. | D-1-7134-0121 |      |
| Lenting (Standort)     | Siedlung vor- und frühgeschichtlicher Zeitstellung. | D-1-7134-0305 |      |
| Kösching (Standort)    | Frühneuzeitliche Befunde im Bereich der Friedhofskapelle in Kösching. | D-1-7134-0416 |      |
| Kösching (Standort)    | Siedlung der Bronzezeit. | D-1-7134-0431 |      |
| Kösching (Standort)    | Siedlung der Bronzezeit. | D-1-7134-0436 |      |
| Lenting (Standort)     | Siedlung und Gräber des Neolithikums (Münchshöfener Kultur). | D-1-7134-0439 |      |
| Kösching (Standort)    | Gräber des Endneolithikums (Glockenbecherkultur). | D-1-7134-0440 |      |
| Kösching (Standort)    | Mittelalterliche und frühneuzeitliche Befunde im Bereich der ehem. Burg und des frühneuzeitlichen Schlosses in Kösching, Körpergräber des Frühmittelalters. | D-1-7135-0016 |      |
| Kösching (Standort)    | Lagerdorf der römischen Kaiserzeit nördlich des Kastells Kösching-Germanicum. | D-1-7135-0019 |      |
| Kösching (Standort)    | Siedlung des Mittelneolithikums. | D-1-7135-0020 |      |
| Kösching (Standort)    | Körpergräber des frühen Mittelalters. | D-1-7135-0021 |      |
| Kösching (Standort)    | Reihengräberfeld des frühen Mittelalters. | D-1-7135-0022 |      |
| Kösching (Standort)    | Villa rustica der römischen Kaiserzeit. | D-1-7135-0026 |      |
| Kösching (Standort)    | Siedlung des Neolithikums. | D-1-7135-0027 |      |
| Kösching (Standort)    | Grabhügel vorgeschichtlicher Zeitstellung, daraus Funde der Hallstattzeit sowie Siedlung des Mittelalters. | D-1-7135-0030 |      |
| Kösching (Standort)    | Freilandstation des Mesolithikums, Siedlung vorgeschichtlicher Zeitstellung, u. a. der Hallstattzeit, sowie Siedlung und Brandgräber der römischen Kaiserzeit. | D-1-7135-0032 |      |
| Kösching (Standort)    | Hofwüstung des späten Mittelalters. | D-1-7135-0036 |      |
| Kösching (Standort)    | Siedlung des Jungneolithikums (Münchshöfener Kultur) und Grabhügel vorgeschichtlicher Zeitstellung, daraus Funde der mittleren Bronzezeit. | D-1-7135-0037 |      |
| Kösching (Standort)    | Siedlung des Altneolithikums (Linearbandkeramik) und des Jungneolithikums (Münchshöfener Kultur, Altheimer Kultur) sowie viereckiges Grabenwerk vor- und frühgeschichtlicher Zeitstellung. | D-1-7135-0038 |      |
| Kösching (Standort)    | Vicus der römischen Kaiserzeit. | D-1-7135-0046 |      |
| Kösching (Standort)    | Körpergräber des frühen Mittelalters. | D-1-7135-0047 |      |
| Kösching (Standort)    | Freilandstation des Mesolithikums, Siedlung des Neolithikums. | D-1-7135-0048 |      |
| Kösching (Standort)    | Körpergräber des frühen Mittelalters und Siedlung des Mittelalters. | D-1-7135-0052 |      |
| Kösching (Standort)    | Lagerdorf der römischen Kaiserzeit östlich des Kastells Kösching-Germanicum. | D-1-7135-0054 |      |
| Kösching (Standort)    | Grabhügel vorgeschichtlicher Zeitstellung, daraus Funde vermutlich der Hallstattzeit. | D-1-7135-0058 |      |
| Kösching (Standort)    | Siedlung des Altneolithikums (Linearbandkeramik), des Mittelneolithikums (Stichbandkeramik) und des Jungneolithikums (Münchshöfener Kultur), ferner Siedlung der Latènezeit sowie Wüstung des späten Mittelalters und der frühen Neuzeit. | D-1-7135-0061 |      |
| Kösching (Standort)    | Freilandstation des Mesolithikums, Siedlung des Neolithikums und Villa rustica der römischen Kaiserzeit. | D-1-7135-0062 |      |
| Kösching (Standort)    | Straße der römischen Kaiserzeit. | D-1-7135-0066 |      |
| Kösching (Standort)    | Befestigung der späten Neuzeit (Teil der Landesfestung Ingolstadt Fort Va). | D-1-7135-0069 |      |
| Kösching (Standort)    | Siedlung des Neolithikums. | D-1-7135-0080 |      |
| Kösching (Standort)    | Siedlung des Neolithikums. | D-1-7135-0082 |      |
| Kösching (Standort)    | Freilandstation des Paläolithikums und Siedlung des Neolithikums. | D-1-7135-0086 |      |
| Kösching (Standort)    | Siedlung des Neolithikums. | D-1-7135-0087 |      |
| Kösching (Standort)    | Siedlung des Neolithikums. | D-1-7135-0091 |      |
| Kösching (Standort)    | Siedlung der Latènezeit. | D-1-7135-0096 |      |
| Kösching (Standort)    | Siedlung des Neolithikums und Wüstung des späten Mittelalters bzw. der frühen Neuzeit. | D-1-7135-0099 |      |
| Kösching (Standort)    | Viereckschanze der späten Latènezeit. | D-1-7135-0103 |      |
| Kösching (Standort)    | Viereckiges Grabenwerk vor- und frühgeschichtlicher Zeitstellung. | D-1-7135-0105 |      |
| Kösching (Standort)    | Siedlung vor- und frühgeschichtlicher Zeitstellung. | D-1-7135-0106 |      |
| Kösching (Standort)    | Siedlung vor- und frühgeschichtlicher Zeitstellung. | D-1-7135-0107 |      |
| Kösching (Standort)    | Ovales Grabenwerk vor- und frühgeschichtlicher Zeitstellung. | D-1-7135-0108 |      |
| Kösching (Standort)    | Siedlung des Mittel- und Jungneolithikums, u. a. der Stichbandkeramik und der Münchshöfener Kultur, Siedlung und Grabenwerk des Spätneolithikums (Chamer Gruppe), Siedlung der frühen Bronzezeit und der Latènezeit, Straße der römischen Kaiserzeit, Siedlung der Völkerwanderungszeit und Streckenabschnitt der frühneuzeitlichen Landesdefensionslinie. | D-1-7135-0109 |      |
| Kösching (Standort)    | Grabenwerk vor- und frühgeschichtlicher Zeitstellung. | D-1-7135-0110 |      |
| Kösching (Standort)    | Siedlung vor- und frühgeschichtlicher Zeitstellung. | D-1-7135-0111 |      |
| Kösching (Standort)    | Siedlung vor- und frühgeschichtlicher Zeitstellung. | D-1-7135-0112 |      |
| Kösching (Standort)    | Siedlung vor- und frühgeschichtlicher Zeitstellung. | D-1-7135-0113 |      |
| Kösching (Standort)    | Grabhügel vorgeschichtlicher Zeitstellung. | D-1-7135-0114 |      |
| Kösching (Standort)    | Grabhügel vorgeschichtlicher Zeitstellung. | D-1-7135-0116 |      |
| Kösching (Standort)    | Siedlung der frühen bis mittleren Bronzezeit, Villa rustica der römischen Kaiserzeit. | D-1-7135-0117 |      |
| Kösching (Standort)    | Siedlung vor- und frühgeschichtlicher Zeitstellung. | D-1-7135-0118 |      |
| Kösching (Standort)    | Grabhügel vorgeschichtlicher Zeitstellung. | D-1-7135-0119 |      |
| Kösching (Standort)    | Grabhügel der mittleren Bronzezeit. | D-1-7135-0122 |      |
| Kösching (Standort)    | Grabhügel vorgeschichtlicher Zeitstellung. | D-1-7135-0124 |      |
| Kösching (Standort)    | Grabhügel vorgeschichtlicher Zeitstellung. | D-1-7135-0125 |      |
| Kösching (Standort)    | Grabhügel der Bronzezeit. | D-1-7135-0126 |      |
| Kösching (Standort)    | Grabhügel der Bronzezeit und der Hallstattzeit. | D-1-7135-0127 |      |
| Kösching (Standort)    | Grabhügel vorgeschichtlicher Zeitstellung. | D-1-7135-0131 |      |
| Kösching (Standort)    | Grabhügel vorgeschichtlicher Zeitstellung. | D-1-7135-0132 |      |
| Kösching (Standort)    | Grabhügel vorgeschichtlicher Zeitstellung. | D-1-7135-0133 |      |
| Kösching (Standort)    | Militärlager oder Siedlung der frühen römischen Kaiserzeit sowie des frühen bis hohen Mittelalters. | D-1-7135-0179 |      |
| Kösching (Standort)    | Siedlung der Metallzeiten, der römischen Kaiserzeit, der Völkerwanderungszeit und des Hoch- und Spätmittelalters$ Körpergräber des Frühmittelalters. | D-1-7135-0180 |      |
| Kösching (Standort)    | Straße der römischen Kaiserzeit. | D-1-7135-0212 |      |
| Großmehring (Standort) | Straße der römischen Kaiserzeit. | D-1-7135-0213 |      |
| Kösching (Standort)    | Freilandstation des Mesolithikums und Siedlung vor- und frühgeschichtlicher Zeitstellung, u. a. des Mittelneolithikums. | D-1-7135-0217 |      |
| Kösching (Standort)    | Siedlung des Neolithikums. | D-1-7135-0219 |      |
| Kösching (Standort)    | Siedlung des Neolithikums und des Hoch- und Spätmittelalters. | D-1-7135-0220 |      |
| Kösching (Standort)    | Siedlung des Neolithikums. | D-1-7135-0221 |      |
| Kösching (Standort)    | Freilandstation des Mesolithikums, Siedlung des Neolithikums und Hofwüstung des hohen und späten Mittelalters. | D-1-7135-0222 |      |
| Kösching (Standort)    | Untertägige mittelalterliche und frühneuzeitliche Befunde im Bereich des ehem. Hofmarkschlosses von Kösching und dem vorausgegangenen mittelalterlichen Edelsitz. | D-1-7135-0224 |      |
| Kösching (Standort)    | Siedlung vor- und frühgeschichtlicher Zeitstellung. | D-1-7135-0286 |      |
| Kösching (Standort)    | Mittelalterliche und frühneuzeitlicher Befunde im Bereich der Kath. Pfarr- und Wallfahrtskirche St. Salvator in Bettbrunn und ihrer Vorgängerbauten. | D-1-7135-0309 |      |
| Kösching (Standort)    | Mittelalterliche und frühneuzeitliche Befunde im Bereich der Kath. Pfarrkirche St. Martin in Kasing. | D-1-7135-0369 |      |
| Kösching (Standort)    | Mittelalterliche und frühneuzeitliche Marktsiedlung von Kösching. | D-1-7135-0372 |      |
| Kösching (Standort)    | Mittelalterliche und frühneuzeitliche Befunde im Bereich der Kath. Pfarrkirche Mariä Himmelfahrt von Kösching mit Seelhauskapelle und spätmittelalterlicher Kirchhofbefestigung. | D-1-7135-0373 |      |
| Kösching (Standort)    | Mittelalterliche und frühneuzeitliche Befunde im Bereich der Kath. Filialkirche St. Peter in Kösching. | D-1-7135-0374 |      |
| Kösching (Standort)    | Straße der römischen Kaiserzeit. | D-1-7135-0376 |      |
| Kösching (Standort)    | Untertägige frühneuzeitliche Befunde im Bereich der Kath. Kapelle Hl. Kreuz bei Kösching und des ehem. Pestfriedhofs. | D-1-7135-0377 |      |
| Kösching (Standort)    | Körpergräber des Endneolithikums oder der frühen Bronzezeit sowie Siedlung und Bestattungsplatz der Latènezeit. | D-1-7135-0379 |      |
| Kösching (Standort)    | Grabhügel der Hallstattzeit. | D-1-7135-0380 |      |
| Kösching (Standort)    | Siedlung des hohen und späten Mittelalters. | D-1-7135-0383 |      |
| Kösching (Standort)    | Verebnete spätmittelalterliche Marktbefestigung von Kösching. | D-1-7135-0384 |      |
| Kösching (Standort)    | Siedlung des Hoch- und Spätmittelalters. | D-1-7135-0391 |      |
| Kösching (Standort)    | Grabhügel vorgeschichtlicher Zeitstellung. | D-1-7135-0394 |      |
| Kösching (Standort)    | Siedlung des späten Mittelalters und der frühen Neuzeit. | D-1-7135-0395 |      |
| Kösching (Standort)    | Siedlung und Gräber der frühen Bronzezeit, Straße vor- und frühgeschichtlicher Zeitstellung. | D-1-7234-0184 |      |
| Kösching (Standort)    | Grabhügel der Hallstattzeit, Siedlung der römischen Kaiserzeit (Villa rustica) und der Völkerwanderungszeit. | D-1-7234-0406 |      |
| Kösching (Standort)    | Germanische Siedlung der römischen Kaiserzeit. | D-1-7234-0407 |      |
| Kösching (Standort)    | Straße der römischen Kaiserzeit. | D-1-7234-0864 |      |
| Kösching (Standort)    | Siedlung der Bronzezeit, der Urnenfelderzeit, der Hallstattzeit und der Latènezeit$ Gräber des Neolithikums, der Bronzezeit und der Urnenfelderzeit$ Befestigung der späten Neuzeit (Teil der Landesfestung Ingolstadt Munitionsraum). | D-1-7235-0025 |      |
| Kösching (Standort)    | Siedlung und Grabenwerk der Altheimer Kultur, Siedlung und Herrenhof der Hallstattzeit, Siedlung der römischen Kaiserzeit (Villa rustica)$ Gräber des Endneolithikums (Glockenbecher), der Urnenfelderzeit und der römischen Kaiserzeit. | D-1-7235-0029 |      |
| Kösching (Standort)    | Siedlung und Gräber der Frühbronzezeit, Siedlung der späten Hallstattzeit und der frühen Latènezeit. | D-1-7235-0032 |      |
| Kösching (Standort)    | Siedlung der Hallstattzeit. | D-1-7235-0440 |      |